# Pisolithus

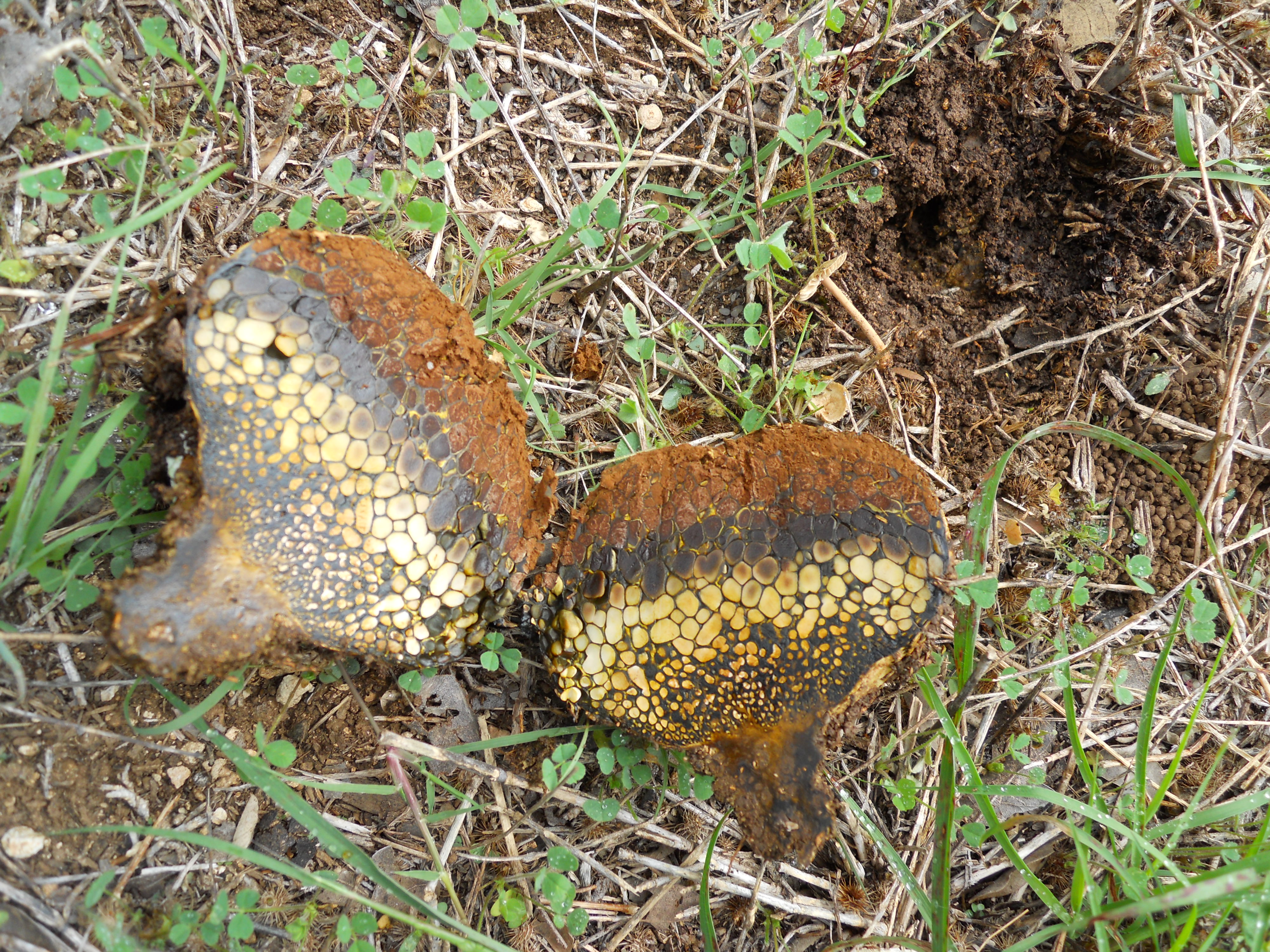
Przekrój owocnika z perydiolami (purchatnica piaskowa)

Pisolithus Alb. & Schwein. (purchatnica) – rodzaj grzybów z rodziny tęgoskórowatych (Sclerodermataceae). W Polsce występuje jeden gatunek.

## Charakterystyka
Wnętrzniaki o owocniku wyrastającym pod ziemią, lub częściowo nad ziemią. Grzyby mykoryzowe. Gatunki tego rodzaju tworzą ektomykoryzy z szerokim wachlarzem roślin drzewiastych, w tym zarówno okrytonasiennych, jak i nagonasiennych, takich jak sosnowate, mirtowate, bukowate, mimozowate, dwuskrzydłowate i czystkowate. Owocniki mają różne kształty; szeroko jajowate, poduszeczkowate, prawie kuliste lub gruszkowate z żółtawymi pasmami ryzomorfów przytwierdzających je do podłoża. Perydium jest nagie i błyszczące, początkowo białawe, ale zmieniające się w orzechowe, miodowe lub jeszcze ciemniejsze, o wyglądzie „skóry węża”. Gleba pęka na jajowate lub wielokątne perydiole z oliwkowymi, brązowymi, brodawkowatymi lub kolczastymi w stanie dojrzałym bazydiosporami.

## Systematyka i nazewnictwo
Pozycja w klasyfikacji według Index Fungorum: Sclerodermataceae, Boletales, Agaricomycetidae, Agaricomycetes, Agaricomycotina, Basidiomycota, Fungi.
Takson utworzyli w 1805 r. Johannes Baptista von Albertini i Lewis David von Schweinitz. Synonimy: Durosaccum Lloyd, Endacinus Raf., Eudacnus Raf. ex Merr., Eudacnus Raf., Lycoperdodes Haller ex Kuntze, Pisocarpium Link, Polypera Pers., Polysaccum F. Desp. & DC.
Polską nazwę nadał Franciszek Błoński w 1896 r. W polskim piśmiennictwie mykologicznym rodzaj ten opisywany były także jako grochówka.
Niektóre gatunki:
- Pisolithus abditus Kanch., Sihan., Hogetsu & Watling 2003
- Pisolithus albus (Cooke & Massee) Priest 1998
- Pisolithus arenarius Alb. & Schwein. 1805
- Pisolithus arhizus (Scop.) Rauschert 1959 – purchatnica piaskowa
- Pisolithus aurantioscabrosus Watling 1995
- Pisolithus capsulifer (Sowerby) Watling, Phosri & M.P. Martín 2012
- Pisolithus hypogaeus S.R. Thomas, Dell & Trappe 2003
- Pisolithus indicus Natarajan & Senthil. 2005
- Pisolithus kisslingii E. Fisch. 1906
- Pisolithus marmoratus (Berk.) E. Fisch. 1900
- Pisolithus microcarpus (Cooke & Massee) G. Cunn. 1931
- Pisolithus orientalis Watling, Phosri & M.P. Martín 2012
- Pisolithus tinctorius (Mont.) E. Fisch. 1900

Nazwy naukowe na podstawie Index Fungorum. Nazwy polskie według Władysława Wojewody.